# La Cucaracha (Kurzfilm)
La Cucaracha ist ein US-amerikanischer Musik-Kurzfilm von Lloyd Corrigan aus dem Jahr 1934. Er gilt als erster Spielfilm der Filmgeschichte, der vollständig im 3-Farben-System von Technicolor realisiert wurde.

## Handlung
Sängerin Chaquita und Tänzer Pancho sind ein Liebespaar. Beide arbeiten in dem kleinen Café Contante in El Oso. Eines Tages kommt Theaterbesitzer Señor Martinez aus Mexiko-Stadt in den Ort, hat er doch von Panchos Tanzkünsten gehört und will ihn engagieren. Chaquita will verhindern, dass ihr Geliebter fortgeht und versucht Señor Martinez so sehr zu ärgern, dass er geht, bevor Pancho für ihn tanzen kann. Chaquitas Plan geht schief und Pancho reagiert empört. Er weigert sich, Chaquita im Falle eines Engagements mit nach Mexiko-Stadt zu nehmen, sei sie doch nur eine Cucaracha, die sich in sein Leben eingeschlichen habe. Chaquita stimmt nun verärgert das Lied La Cucaracha an und unterbricht mit dem Titel später auch Panchos Tanz vor Señor Martinez. Wütend droht Pancho hinter der Bühne, Chaquita umzubringen, doch der erzwungenermaßen gemeinsame Auftritt von Chaquita und Pancho hat Señor Martinez so sehr überzeugt, dass er beide an sein Theater engagiert.

## Produktion
Im Mai 1933 hatten Jock Whitney und sein Cousin Cornelius Vanderbilt Whitney die Produktionsfirma Pioneer Pictures gegründet, die die Produktion von Farbfilmen zum Ziel hatte. Der erste von Pioneer Films produzierte Kurzfilm wurde La Cucaracha, der als erster Spielfilm das 3-Farben-System von Technicolor umsetzte. Zuvor hatte bereits Walt Disney im Trickfilm Von Blumen und Bäumen das 3-Farben-System getestet.
Aufgrund der aufwendigen Kolorierung kostete der Kurzfilm mit rund 50.000 Dollar mehr als das vierfache normaler Kurzfilme der Zeit. La Cucaracha kam am 30. August 1935 zusammen mit John Cromwells The Fountain in die Kinos. An den Kinokassen konnte er die Filmkosten nicht einspielen.

## Kritik
Die Kritik nannte den Film eine „atemberaubende Darstellung des Dreifarben-Technicolor-Systems“.

## Auszeichnungen
La Cucaracha erhielt 1935 einen Oscar in der Kategorie „Bester Kurzfilm – Comedy“.